# Jon Flanagan
Jonathon Patrick Flanagan  (ur. 1 stycznia 1993 w Liverpoolu) – angielski piłkarz irlandzkiego pochodzenia występujący na pozycji obrońcy.

## Kariera klubowa
Flanagan w pierwszym zespole Liverpoolu debiutował 11 kwietnia 2011 r. w spotkaniu przeciwko Manchesterowi City. Liverpool wygrał to spotkanie, a młody prawy obrońca zaliczył udane 90 minut, zbierając bardzo dobre recenzje obserwatorów. Dzięki dobrej grze i na skutek kontuzji rywali do gry na prawej stronie defensywy Martina Kelly'ego i Glena Johnsona młody Anglik wskoczył do składu na dłuższy czas. Tydzień później rozegrał kolejne bardzo dobre spotkanie, a Liverpool zremisował na wyjeździe z Arsenalem 1:1. W trakcie trwania tego spotkania doszło do nieprzyjemnego zdarzenia. Flanagan zderzył się głową z kapitanem drużyny Carragherem na skutek czego ten drugi musiał opuścić plac gry. Nie zdeprymowało to jednak 18-latka. W kolejnym spotkaniu Flanagan zagrał w obronie u boku swojego kolegi z Akademii Jacka Robinsona, a Liverpool pewnie pokonał Birmingham City 5:0. Po tym spotkaniu ekspert BBC Sport Garth Crooks umieścił go w jedenastce kolejki Premier League. Młody obrońca wystąpił również w pewnie wygranym 5:2 spotkaniu przeciwko Fulham. W kolejnym spotkaniu z Tottenhamem sprokurował kontrowersyjny rzut karny, faulując Stevena Pienaara, a jego drużyna przegrała spotkanie 0:2, tracąc tym samym szansę na występy w kolejnym sezonie w Lidze Europy. Po zakończeniu sezonu, 8 lipca Flanagan podpisał nową, długoterminową umowę z Liverpoolem.
Flanagan rozegrał pełne 90 minut w pierwszym spotkaniu Liverpoolu w sezonie 2011/2012 przeciwko Sunderlandowi. Mecz zakończył się remisem 1:1. Wystąpił również w wygranym 3:1 spotkaniu Pucharu Ligi przeciwko Exeter City podczas kampanii zakończonej zwycięstwem w finale pucharu. W tamtym sezonie wystąpił w Premier League jeszcze trzykrotnie.
Sezon 2012/2013 to pasmo kontuzji młodego zawodnika, przez co uzbierał zaledwie dwa występy w pierwszej drużynie (jeden w Lidze Europy, drugi w Pucharze Anglii). Do grania w Premier League powrócił dopiero w sezonie 2013/2014, gdzie skorzystał na kontuzji Glena Johnsona. Zawodnik wykorzystał swoją szansę i w grudniowym meczu przeciwko Tottenham Hotspur F.C. zdobył swoją debiutancką bramkę w Premier League. Niestety w lipcu 2014 roku doznał kontuzji kolana, która wymagała operowania. Do treningów powrócił w kwietniu 2015 roku, jednak po zaledwie dwóch tygodniach okazało się, że konieczna jest kolejna operacja tego samego kolana.
Do gry powrócił 20 stycznia 2016 roku w meczu III rundy Pucharu Anglii przeciwko Exeter City. Oznacza to, że z powodu kontuzji pauzował łącznie przez 630 dni. W marcu 2016 roku przedłużył swoją umowę z The Reds do końca sezonu 2018/2019. 5 sierpnia 2016 roku trafił na wypożyczenie do drużyny ligowego rywala - Burnley F.C.. Tam udało mu się zaliczyć zaledwie 7 ligowych występów i po sezonie wrócił do macierzystego klubu. 31 stycznia 2018 roku został wypożyczony do drużyny Bolton Wanderers F.C..
W czerwcu 2018 roku Flanagan podpisał dwuletni kontrakt z klubem Rangers F.C. ze szkockiej ligi Scottish Premiership, prowadzony przez jego dawnego kolegę z klubu Liverpool F.C. - Stevena Gerrard'a. 19 maja 2020 roku, ogłoszono, że Flanagan opuści klub.
4 listopada 2020 roku Flanagan dołączył do Royal Charleroi na jeden rok z możliwością przedłużenia o następny. Wskutek nieprzedłużenia umowy z klubem z Eerste klasse A, 15 lipca 2021 roku Jon Flanagan podpisał dwuletni kontrakt z klubem z NordicBet Liga - HB Køge. Flanagan'a do klubu przekonał jego dawny kolega z drużyny Liverpool F.C., Daniel Agger, który co dopiero został menadżerem duńskiego zespołu. 24 czerwca 2022 Køge potwierdziło, że rozwiązują kontrakt z Flanagan'em.
Flanagan ogłosił przejście na emeryturę 18 października 2022 roku w wieku 29 lat z powodu nawracającej kontuzji kolana.

## Kariera reprezentacyjna
W maju 2011 r. został powołany po raz pierwszy na zgrupowanie reprezentacji Anglii U-19, które jednak opuścił z powodu kontuzji łydki. W sierpniu tego samego roku został po raz pierwszy powołany do angielskiej kadry U-21, w barwach której debiutował w spotkaniu kwalifikacji ME przeciwko Azerbejdżanowi. Anglia wygrała to spotkanie 6:0. W listopadzie 2011 r. Flanagan oznajmił, że zastanawia się nad zmianą narodowych barw na irlandzkie. Miał taką możliwość, ponieważ jego dziadek pochodził z tego kraju.
W maju 2013 roku został powołany do kadry Anglii U-20 na Mistrzostwa Świata do lat 20 w Turcji.
4 czerwca 2014 roku zadebiutował w seniorskiej reprezentacji Anglii, w meczu towarzyskim z Ekwadorem.

## Statystyki kariery
Aktualne na dzień 24 lutego 2018 r.
| 2010/11            | Liverpool               | Premier League     | 7  | 0 | 0 | 0 | 0 | 0 | 0 | 0 | 7  | 0 |
| 2011/12            | Liverpool               | Premier League     | 5  | 0 | 1 | 0 | 2 | 0 | — | — | 8  | 0 |
| 2012/13            | Liverpool               | Premier League     | 0  | 0 | 1 | 0 | 0 | 0 | 1 | 0 | 2  | 0 |
| 2013/14            | Liverpool               | Premier League     | 23 | 1 | 2 | 0 | 0 | 0 | — | — | 25 | 1 |
| 2014/15            | Liverpool               | Premier League     | 0  | 0 | 0 | 0 | 0 | 0 | 0 | 0 | 0  | 0 |
| 2015/16            | Liverpool               | Premier League     | 5  | 0 | 2 | 0 | 1 | 0 | 0 | 0 | 8  | 0 |
| 2016/17            | Burnley (wyp.)          | Premier League     | 6  | 0 | 3 | 0 | 1 | 0 | — | — | 10 | 0 |
| 2017/18            | Liverpool               | Premier League     | 0  | 0 | 0 | 0 | 1 | 0 | 0 | 0 | 1  | 0 |
| 2017/18            | Bolton Wanderers (wyp.) | Championship       | 1  | 0 | 0 | 0 | 0 | 0 | 0 | 0 | 1  | 0 |
| Łącznie w karierze | Łącznie w karierze      | Łącznie w karierze | 47 | 1 | 9 | 0 | 5 | 0 | 1 | 0 | 61 | 1 |